# Ву Тхі Ханг
Ву Тхі Ханг (нар. 25 травня 1992) — в'єтнамська борчиня вільного стилю, срібна та бронзова призерка чемпіонатів Азії, чемпіонка Ігор Південно-Східної Азії.

## Життєпис
Боротьбою почала займатися з 2008 року. У 2012 році стала срібною призеркою чемпіонату Азії серед юніорів. Того ж року такого ж результату досягла на чемпіонаті світу серед юніорів.
Виступає за борцівський клуб Ханоя. Тренер — Фрідон Чхартішвілі.

## Спортивні результати на міжнародних змаганнях

### Виступи на Чемпіонатах світу
| Змагання                        | Збірна  | Вагова категорія          | Місце |
| ------------------------------- | ------- | ------------------------- | ----- |
| Чемпіонат світу з боротьби 2013 | В'єтнам | жіноча боротьба, до 48 кг | 23    |
| Чемпіонат світу з боротьби 2015 | В'єтнам | жіноча боротьба, до 48 кг | 27    |
| Чемпіонат світу з боротьби 2017 | В'єтнам | жіноча боротьба, до 53 кг | 20    |

### Виступи на Чемпіонатах Азії
| Змагання                       | Збірна  | Вагова категорія          | Місце  |
| ------------------------------ | ------- | ------------------------- | ------ |
| Чемпіонат Азії з боротьби 2011 | В'єтнам | жіноча боротьба, до 51 кг | 7      |
| Чемпіонат Азії з боротьби 2013 | В'єтнам | жіноча боротьба, до 48 кг | Срібло |
| Чемпіонат Азії з боротьби 2014 | В'єтнам | жіноча боротьба, до 48 кг | 8      |
| Чемпіонат Азії з боротьби 2015 | В'єтнам | жіноча боротьба, до 48 кг | 10     |
| Чемпіонат Азії з боротьби 2016 | В'єтнам | жіноча боротьба, до 48 кг | Бронза |
| Чемпіонат Азії з боротьби 2017 | В'єтнам | жіноча боротьба, до 53 кг | 9      |
| Чемпіонат Азії з боротьби 2018 | В'єтнам | жіноча боротьба, до 53 кг | 5      |

### Виступи на Іграх Південно-Східної Азі
| Змагання                        | Збірна  | Вагова категорія          | Місце  |
| ------------------------------- | ------- | ------------------------- | ------ |
| Ігри Південно-Східної Азії 2013 | В'єтнам | жіноча боротьба, до 48 кг | Золото |

### Виступи на інших змаганнях
| Змагання                                                     | Збірна  | Вагова категорія          | Місце  |
| ------------------------------------------------------------ | ------- | ------------------------- | ------ |
| Олімпійський кваліфікаційний турнір з боротьби 2016 (Астана) | В'єтнам | жіноча боротьба, до 48 кг | Срібло |

### Виступи на змаганнях молодших вікових груп
| Змагання                                      | Збірна  | Вагова категорія          | Місце  |
| --------------------------------------------- | ------- | ------------------------- | ------ |
| Чемпіонат Азії з боротьби серед юніорів 2011  | В'єтнам | жіноча боротьба, до 51 кг | 7      |
| Чемпіонат світу з боротьби серед юніорів 2011 | В'єтнам | жіноча боротьба, до 51 кг | 18     |
| Чемпіонат Азії з боротьби серед юніорів 2012  | В'єтнам | жіноча боротьба, до 48 кг | Срібло |
| Чемпіонат світу з боротьби серед юніорів 2012 | В'єтнам | жіноча боротьба, до 48 кг | Срібло |
| Чемпіонат Азії з боротьби серед юніорів 2015  | В'єтнам | жіноча боротьба, до 48 кг | 7      |